# Eudoxia av Kiev
Eudoxia av Kiev, född 1131, död efter 1187, var en polsk furstinna, gift med hertig Mieszko III av Polen. 